# Natação nos Jogos Pan-Americanos de 2023 - Revezamento 4x100 m livre masculino
A competição de revezamento 4x100 m livre masculino da natação nos Jogos Pan-Americanos de 2023 foi disputada em 21 de outubro no Centro Acuático Estadio Nacional, em Santiago, no Chile. No total, competiram 45 atletas de 9 Comitês Olímpicos Nacionais (CON).

## Calendário
Horário local (UTC-4).
| Data          | Horário | Fase          |
| ------------- | ------- | ------------- |
| 21 de outubro | 10:24   | Eliminatórias |
| 21 de outubro | 17:48   | Final         |

## Medalhistas
|  | BRA Brasil                                                                                |  | USA Estados Unidos                                                            |  | CAN Canadá                                                                                    |
|  | Guilherme Caribé Marcelo Chierighini Victor Alcará Felipe Ribeiro de Souza Breno Correia* |  | Jonny Kulow Adam Chaney Jack Aikins Brooks Curry Coby Carrozza* Lukas Miller* |  | Javier Acevedo Édouard Fullum-Huot Stephen Calkins Finlay Knox Blake Tierney* Jeremy Bagshaw* |

* Atletas que só participaram das eliminatórias da prova, mas também receberam medalhas.

## Recordes
Antes desta competição, os recordes mundiais e dos Jogos Pan-Americanos da prova eram os seguintes:
| Tipo                             | Atleta         | Tempo   | Local   | Data                 |
| -------------------------------- | -------------- | ------- | ------- | -------------------- |
|                                  | Estados Unidos | 3:08.24 | Beijing | 11 de agosto de 2008 |
| Recorde dos Jogos Pan-Americanos | Brasil         | 3:12.61 | Lima    | 6 de agosto de 2019  |

## Resultados

### Eliminatórias
Qualificação: As oito equipes mais rápidas (Q) se classificam para a final.
As eliminatórias foram realizadas em 21 de outubro.
| Pos. | Bateria | Raia | CON                | Atletas (parcial)                                                                               | Tempo   | Notas |
| ---- | ------- | ---- | ------------------ | ----------------------------------------------------------------------------------------------- | ------- | ----- |
| 1    | 2       | 5    | BRA Brasil         | Victor Alcará (49.79) Guilherme Caribé (49.01) Felipe Ribeiro (49.05) Breno Correia (48.30)     | 3:16.15 | Q     |
| 2    | 2       | 4    | USA Estados Unidos | Coby Carrozza (49.80) Jack Aikins (48.95) Lukas Miller (48.98) Adam Chaney (48.84)              | 3:16.57 | Q     |
| 3    | 1       | 4    | CAN Canadá         | Stephen Calkins (49.95) Finlay Knox (49.21) Blake Tierney (50.19) Jeremy Bagshaw (50.98)        | 3:20.33 | Q     |
| 4    | 2       | 3    | MEX México         | Gabriel Castaño (50.34) Ángel Martínez (50.26) Diego Camacho (50.89) Diego Camacho (50.58)      | 3:22.07 | Q     |
| 5    | 2       | 6    | COL Colômbia       | Esnaider Reales (51.52) Sebastián Camacho (51.58) Omar Pinzón (49.93) Santiago Corredor (50.42) | 3:23.45 | Q     |
| 6    | 1       | 3    | ARG Argentina      | Matias Santiso (49.73) Ulises Saravia (51.49) Lucas Alba (52.79) Guido Buscaglia (49.63)        | 3:23.64 | Q     |
| 7    | 1       | 5    | VEN Venezuela      | Emil Perez (51.51) Jesús López (52.82) Diego Mas Fraiz (51.33) Alberto Mestre (49.53)           | 3:25.19 | Q     |
| 8    | 1       | 7    | PER Peru           | Ricardo Espinosa (52.02) Rafael Ponce (50.82) Carlos Cobos (54.49) Joaquín Vargas (56.57)       | 3:33.90 | Q     |
| 9    | 2       | 7    | BAH Bahamas        | Lamar Taylor (50.51) Mark-Anthony Thompson (55.50) Jack Barr (56.25) Luke Thompson (54.92)      | 3:37.18 | R     |

### Final
A final foi realizada em 21 de outubro.
| Pos. | Raia | CON                | Atletas (parcial)                                                                                 | Tempo   | Notas |
| ---- | ---- | ------------------ | ------------------------------------------------------------------------------------------------- | ------- | ----- |
| 01 ! | 4    | BRA Brasil         | Guilherme Caribé (48.41) Marcelo Chierighini (48.00) Victor Alcará (48.34) Felipe Ribeiro (48.76) | 3:13.51 |       |
| 02 ! | 5    | USA Estados Unidos | Jonathan Kulow (48.45) Adam Chaney (48.17) Jack Aikins (48.60) Brooks Curry (49.00)               | 3:14.22 |       |
| 03 ! | 3    | CAN Canadá         | Javier Acevedo (48.75) Edouard Fullum-Huot (49.31) Stephen Calkins (49.29) Finlay Knox (48.48)    | 3:15.83 |       |
| 4    | 6    | MEX México         | Jorge Iga (49.59) Andrés Dupont (49.27) Gabriel Castaño (50.17) Ángel Martínez (50.16)            | 3:19.19 |       |
| 5    | 1    | VEN Venezuela      | Alberto Mestre (49.38) Alfonso Mestre (50.07) Emil Pérez (50.39) Jesús López (50.95)              | 3:20.79 |       |
| 6    | 7    | ARG Argentina      | Guido Buscaglia (49.71) Matias Santiso (49.63) Joaquín Piñero (51.79) Ulises Saravia (51.21)      | 3:22.34 |       |
| 7    | 2    | COL Colômbia       | Omar Pinzón (51.19) Juán Morales (51.68) Sebastián Camacho (50.65) Santiago Corredor (49.88)      | 3:23.40 |       |
| 8    | 8    | PER Peru           | Ricardo Espinosa (52.29) Rafael Ponce (50.97) Carlos Cobos (55.11) Joaquín Vargas (51.97)         | 3:30.34 |       |

Legenda
| Recorde mundial                  | Recorde mundial (World record)               |                       | Recorde africano                      | Recorde africano (African) |                                           | Q | Classificado por posição (Qualified) |
| Recorde dos Jogos Pan-Americanos | Recorde pan-americano (Pan-American record)  | Recorde da América    | Recorde da América (Americas)         | q                          | Classificado por melhor tempo (Qualified) |   |                                      |
| Melhor marca do ano              | Melhor marca do ano (World leading)          | Recorde asiático      | Recorde asiático (Asian)              | DNS                        | Não largou (Did not start)                |   |                                      |
| Recorde nacional                 | Recorde nacional (National record)           | Recorde europeu       | Recorde europeu (European)            | DNF                        | Não terminou (Did not finish)             |   |                                      |
| Recorde pessoal                  | Recorde pessoal do atleta (Personal best)    | Recorde da Oceania    | Recorde da Oceania (Oceania)          | DSQ / DQ                   | Desclassificado (Disqualified)            |   |                                      |
| Recorde da temporada             | Recorde da temporada do atleta (Season best) | Recorde sul-americano | Recorde sul-americano (South America) | NM                         | Sem marca (No mark)                       |   |                                      |